# Twyfelfontein
Twyfelfontein är ett område i regionen Kunene i Namibia som har hällristningar med omkring 2 000 figurer. 2007 blev detta område Namibias första världsarv.
Hällristningarna vid Twyfelfontein skapades under ett par tusen år före år 1000 e.Kr. Jägar-/samlarfolket som bodde i regionen skapade dem som en del av sina ritualer. Ristningarna visar noshörningar, elefanter, strutsar och giraffer såväl som avbildningar av människors och djurs fotavtryck. Några av figurerna, däribland "Lejonmannen", avbildar förvandlingen av människor till djur.
Arkeologer har grävt fram objekt i två olika delar av området bland annat sten, pendanger och stenar till pärlhalsband. Twyfelfontein har också sex klipputsprång varunder avbildningar av människor målats i rödockra.
Skapandet av nya verk upphörde troligen när jordbruket tog över omkring år 1000 e.Kr.